# Honda Super Cub
Honda Super Cub – motocykl lub motorower marki Honda z silnikiem czterosuwowym jednocylindrowym o pojemności skokowej od 49 do 125 cm³.
Honda Cub jest w ciągłej produkcji od 1958 roku z produkcją przewyższającą 60 milionów pojazdów w 2008 roku, 87 milionów w 2014 roku i 100 milionów w 2017 roku, Super Cub jest pojazdem który został wyprodukowany w największej liczbie egzemplarzy w historii.
W 2017 roku osiągnięto 100 milionów wyprodukowanych egzemplarzy – z tej okazji na 100-milionowym egzemplarzu umieszczono tabliczkę upamiętniającą.

## Historia
Honda Super Cub zadebiutowała w 1958 roku, dziesięć lat po założeniu Honda Motor Co. Ltd. Oryginalna Honda Cub F z 1952 roku była przyczepianym silnikiem rowerowym. Honda zachowała nazwę, ale dodała prefiks „Super” dla nowego modelu.
Po zaimportowaniu modelu Super Cub do Stanów Zjednoczonych nazwa została zmieniona na Hondę 50, a później na Hondę Passport C70 i C90, ponieważ znak towarowy Piper Super Cub miał pierwszeństwo. Podobnie jak w Wielkiej Brytanii pojazdy były nazywane jako „Honda 50", „Honda 90" itp., Ponieważ słowo „Cub” było zarezerwowane dla motocykla Triumph Tiger Cub.

## Specyfikacja wersji
| Model                          | C100                                                    | C102                                                    | C50                                                     | C70                                                     | C86                                                     | C90                                                     | C100EX                                          | Super Cub 50                                            | Super Cub 110                   | Dream 110i                        | Super Cub C125                                                       | Super Cub 50                   |
| ------------------------------ | ------------------------------------------------------- | ------------------------------------------------------- | ------------------------------------------------------- | ------------------------------------------------------- | ------------------------------------------------------- | ------------------------------------------------------- | ----------------------------------------------- | ------------------------------------------------------- | ------------------------------- | --------------------------------- | -------------------------------------------------------------------- | ------------------------------ |
| Lata modelowe                  | 1958–1967                                               | 1960–1965                                               | 1966–1980+                                              | 1969–1980+                                              |                                                         | 1966–1980+                                              | od 1986                                         | od 2007                                                 | od 2009                         | od 2011                           | od 2018                                                              | od 2018                        |
| Dodatkowe informacje           |                                                         | Model z rozrusznikiem elektrycznym                      |                                                         | W USA dostępny pod nazwą Passport w latach (1980-1983)  | W Malezji jako model limitowany                         |                                                         | Model nazywany EX 5 Dream w Tajlandii i Malezji | Model z wtryskiem paliwa                                |                                 |                                   | Model z wtryskiem paliwa                                             | Model z wtryskiem paliwa       |
| Silnik                         | 49 cm³ OHV, chłodzony powietrzem                        | 49 cm³ OHV, chłodzony powietrzem                        | 49,5 cm³                                                | 71,8 cm³                                                | 86 cm³                                                  | 89,5 cm³ OHC                                            | 97 cm³ OHC                                      | 49 cm³ OHC                                              | 109,1 cm³ OHC                   | 109,1 cm³ OHC                     | 124,9 cm³ OHC                                                        | 49 cm³                         |
| Średnica cylindra i skok tłoka | 40 × 39 mm                                              | 40 × 39 mm                                              | 39 × 41,4 mm                                            | 47 × 41,4 mm                                            | 47 × 49,5 mm                                            | 50 × 45,6 mm                                            | 50 × 49,5 mm                                    | 39 × 41,4 mm                                            | 50 × 55,6 mm                    |                                   | 52,4 × 57,9 mm                                                       |                                |
| Stopień sprężania              | 8.5:1                                                   | 8.5:1                                                   | 8.8:1*                                                  | 8.8:1*                                                  | 9.2:1                                                   | 8.2:1                                                   | 8.8:1                                           | 10:1                                                    | 9.0:1                           |                                   | 9.3:1                                                                | 10.0                           |
| Prędkość maksymalna            | 69 km/h                                                 |                                                         |                                                         |                                                         | 100 km/h                                                |                                                         | 110 km/h                                        |                                                         |                                 |                                   |                                                                      |                                |
| Moc (kW)                       | 3,4 kW (4,6KM) przy 9500 rpm                            | 3,4 kW (4,6KM) przy 9500 rpm                            | 3,6 kW (4,8KM) przy 10 000 rpm                          | 4,5 kW (6KM) przy 9000 rpm                              |                                                         | 5,6 kW (7,5KM) przy 9500 rpm                            | 5,9 kW (8KM) przy 8000 rpm                      | 2,5 kW (3,4KM) przy 7000                                | 6 kW (8KM) przy 7500 rpm        |                                   | 6,7 kW (9,1KM) przy 7500 rpm                                         |                                |
| Moment obrotowy                | 0,33 kg·m (3,2 N·m; 2,4 lbf·ft) @8500 rpm               |                                                         |                                                         | 0,53 kg·m (5,2 N·m; 3,8 lbf·ft) @ 7000 rpm              |                                                         | 0,67 kg·m (6,6 N·m; 4,8 lbf·ft) @ 6000 rpm              | 0,83 kg·m (8,1 N·m; 6,0 lbf·ft) @ 6000 rpm      | 3,8 N·m (2,8 lbf·ft) @ 5000 rpm                         | 8,4 N·m (6,2 lbf·ft) @ 5500 rpm |                                   | 9,79 N·m (7,2 lbf·ft) @ 5,000 rpm                                    | 3.8 N.m (0.39 lbfft) 5,500 rpm |
| Zapłon                         | magnes obrotowy koła zamachowego                        | cewka                                                   | Magneto                                                 | Magneto                                                 | Magneto                                                 | Magneto                                                 | CDI                                             |                                                         |                                 |                                   | tranzystorowy                                                        | tranzystorowy                  |
| Skrzynia biegów                | 3-biegowe półautomatyczne sprzęgło odśrodkowe           | 3-biegowe półautomatyczne sprzęgło odśrodkowe           | 3-biegowa półautomatyczna                               | 3-biegowa półautomatyczna                               | 3-biegowa półautomatyczna                               | 3-biegowa półautomatyczna                               | 3-biegowa półautomatyczna                       | 3-biegowa półautomatyczna                               | 4-biegowa półautomatyczna       | 4-biegowa półautomatyczna         | 4-biegowa półautomatyczna                                            | 4-biegowa półautomatyczna      |
| Zawieszenie                    | Zawieszenie przednie, jak i tylne zawieszone na wahaczu | Zawieszenie przednie, jak i tylne zawieszone na wahaczu | Zawieszenie przednie, jak i tylne zawieszone na wahaczu | Zawieszenie przednie, jak i tylne zawieszone na wahaczu | Zawieszenie przednie, jak i tylne zawieszone na wahaczu | Zawieszenie przednie, jak i tylne zawieszone na wahaczu | Przód: teleskopowe Tył: wahacz                  | Zawieszenie przednie, jak i tylne zawieszone na wahaczu | Przód: teleskopwe Tył: wahacz   | Przód: teleskopwe Tył: wahacz     | Przód: teleskopwe Tył: wahacz                                        | Przód: teleskopwe Tył: wahacz  |
| Hamulce                        | Przód i tył: hamulec bębnowy 110 mm                     | Przód i tył: hamulec bębnowy 110 mm                     | Przód i tył: hamulec bębnowy 110 mm                     | Przód i tył: hamulec bębnowy 110 mm                     | Przód i tył: hamulec bębnowy 110 mm                     | Przód i tył: hamulec bębnowy 110 mm                     | Przód i tył: hamulec bębnowy 110 mm             |                                                         |                                 |                                   | Przód: Jedno tłoczkowy zacisk z tarczą 220 mm Tył: Mechaniczny bęben |                                |
| Opony (Przednia/Tylna)         | 2.25" x 17"/2.25" x 17"                                 | 2.25" x 17"/2.25" x 17"                                 | 2.25" x 17"/2.25" x 17"                                 | 2.25×17"/ 2.5×17"                                       | 2.25×17"/ 2.5×17"                                       | 2.5×17"/ 2.5×17"                                        | 2.25×17"/ 2.5×17"                               | 2.25×17"/ 2.75×14"                                      | 2.25×17"/ 2.50×17"              | 70/90-17 M/C 38P 80/90-17 M/C 50P | 70/90-17 80/90-17                                                    | 60/100-17 60/100-17            |
| Rozstaw osi                    | 1180 mm                                                 | 1180 mm                                                 | 1180 mm                                                 | 1180 mm                                                 |                                                         | 1185 mm                                                 | 1190 mm                                         | 1185 mm                                                 |                                 | 1212 mm                           | 1243 mm                                                              | 1210 mm                        |
| Długość                        | 1780 mm                                                 | 1810 mm                                                 | 1800 mm                                                 | 1800 mm                                                 |                                                         | 1800 mm                                                 | 1835 mm                                         | 1775 mm                                                 | 1830 mm                         | 1915 mm                           | 1910 mm                                                              | 1860 mm                        |
| Szerokość                      | 570 mm                                                  | 570 mm                                                  | 640 mm                                                  | 640 mm                                                  | 640 mm                                                  | 640 mm                                                  | 670 mm                                          | 660 mm                                                  | 710 mm                          | 696 mm                            | 718 mm                                                               | 695 mm                         |
| Wysokość                       | 610 mm                                                  |                                                         |                                                         | 760 mm                                                  |                                                         |                                                         | 1035 mm                                         | 960 mm                                                  | 1040 mm                         | 1052 mm                           | 1002 mm                                                              | 1040 mm                        |
| Wysokość siedziska             |                                                         |                                                         |                                                         |                                                         |                                                         |                                                         | 760 mm                                          | 705 mm                                                  | 735 mm                          | 745 mm                            | 780 mm                                                               | 735 mm                         |
| Waga                           | 65 kg                                                   | 70 kg                                                   | 69 kg                                                   | 72 kg                                                   | 75 kg                                                   | 85 kg                                                   | 93 kg                                           | 79 kg                                                   | 93 kg                           | 99 kg                             | 107 kg                                                               | 96 kg                          |
| Pojemność paliwa               | 3 l                                                     | 3 l                                                     | 3 l                                                     | 4,8 l                                                   |                                                         |                                                         | 3,6 l                                           | 3,4 l                                                   | 4,3 l                           | 4,2 l                             | 3,7 l                                                                | 4,3 l                          |